# Ferran Adrià Acosta
Ferran Adrià Acosta (l'Hospitalet de Llobregat, 14 de maig de 1962) és un cuiner català.
Va dirigir El Bulli, situat a Cala Montjoi, a Roses (Girona), distingit amb tres estrelles a la Guia Michelin i qualificat en 5 ocasions, entre 2002 i 2009, com a millor restaurant del món segons el The World's 50 Best Restaurants.
L’any 2002 fou guardonat amb la Creu de Sant Jordi i el 2003 rebé la Cullera d’Argent. El 2004, la revista nord-americana Time l'inclogué a la llista dels 100 personatges més innovadors del món. És considerat un artista de la cuina, on ha introduït noves tècniques com la desconstrucció, les escumes amb sifó i l'esferificació. El 17 de desembre de 2007 va ser investit Doctor Honoris Causa per la Universitat de Barcelona. El 2011 rebé la Gran Creu del mèrit civil del govern espanyol, compartit amb els també cuiners Arzak i Jaume Santamaria i Puig.
L'any 2013 va ser l'encarregat de realitzar el pregó de les Festes de la Mercè, durant el qual va retre un homenatge a la gastronomia catalana i va reivindicar la importància del sector de la restauració.
Va aparèixer a la pel·lícula d'animació Ratatouille fent un cameo com a veu de doblatge a la versió en català i en castellà.

## Biografia

### Inicis
La iniciació als fogons va ser casual i, en un principi, gens vocacional. D'adolescent volia passar unes vacances d'estiu a Eivissa, però el pressupost del qual disposava era tan minso que va haver d'entrar a fregar plats a un restaurant de paelles de Castelldefels. Tornat de l'illa, ja encisat per la cuina, va entrar al restaurant Finisterre, on aprèn d'El Práctico, obra sobre els fonaments de la cuina tradicional. Al servei militar, a les cuines del quarter de Cartagena, va coincidir amb Fermí Puig,qui li va parlar d'El Bulli, a cala Montjoi (Roses), i li va aconsellar fer-hi un stage aquell mateix agost. El restaurant havia obert el 1962 i Jean-Louis Neichel l'havia convertit en una de les portes d'entrada de la nouvelle cuisine a Catalunya i hi havia guanyat una estrella Michelin. La segona va arribar el 1983, tenint com a xef Jean-Paul Vinay i com a director Juli Soler.

### Incorporació a El Bulli
El 1984, Adrià va entrar a El Bulli i, juntament amb Soler, va iniciar una revolució conceptual que els suposà, l'any següent, entre altres coses, la pèrdua d'una estrella. Però ja no hi havia marxa enrere: les intencions del binomi eren fer d'El Bulli un espai de creativitat gastronòmica. El 1987 Ferran Adrià fou ascendit a cap de cuina i es va inspirar en una frase del cuiner francès Jacques Maximin, que esdevindria el seu leitmotiv: Crear és no copiar. Prenent com a base de partida el producte autòcton (no és necessari que sigui car, el que sí que és imprescindible és que sigui bo) i com a vehicle la modernització de la cuina tradicional, El Bulli comença a agafar volada.

### Estrelles Michelin
El 1990 recupera la segona estrella Michelin i la tercera, que encara dura, li assignarien el 1997. L'acumulació de reconeixements i premis comença a ser important, tot i que el ressò a l'esfera mediàtica de Ferran Adrià, i l'etiqueta de millor cuiner del món, va començar cap al 1994, coincidint amb el seu protagonisme en una nova via que obrirà portes creatives en l'àmbit gastronòmic aquí i arreu.
En l'època postolímpica, la restauració més innovadora viu la consolidació de grans cuiners i l'aparició de la dita cuina d'autor: el cuiner ja no és un mer executor de receptes i els comensals ja no només van al restaurant a nodrir-se. Ara es valora que el xef –format, ajudat, com sempre, de la tecnologia i intel·lectualitzant el resultat que tindrà allò que crea en el receptor– reinterpreti o executi un plat amb visió original i particular. En conseqüència, els restaurants amb aquest tipus d'oferta, com ara elBulli, també varien la concepció: són llocs on s'hi va a menjar i beure, sí, però també a viure una experiència holística de sensacions vehiculada a través de l'àpat. En aquesta línia, Adrià treballa en aquests primers noranta els carpaccios de bolets (el de ceps, una troballa que té gust de vell i nou a la vegada) o els mars i muntanyes desacomplexats i minimalistes. El 1994 fa néixer un plat que es pot prendre com a paradigmàtic i que ha passat a la història: la menestra de verdures en textures; s'hi descompon la forma, es pinta amb taques de colors i es modifiquen textures i temperatures amb intenció de millorar el plat.
També en aquesta època Adrià enceta en cuina un concepte manllevat del camp del pensament: la desconstrucció. Consisteix a modificar la textura i l'aparença dels ingredients que conformen la recepta perquè, reconstruïts, al paladar es trobi la combinació sense haver perdut el sabor genuí pel camí. Sovint amb intenció juganera, per fer veure que és una cosa i que a la boca en resulti una altra, cercava la percepció de noves textures creades amb una gamma de matisos de temperatura. Així sorgeixen les escumes i les gelatines fredes i calentes (gelées, granissats, croquetes líquides…); un dels primers plats desconstruïts seus va ser l'exemple més conegut: la truita de patates.
Aquesta cuina d'avantguarda, aviat considerada un exemple per a cuiners de tot el món, no perd de vista, però, en aquesta etapa (fixeu-vos en l'exemple de la truita de patates) la connivència amb la cuina domèstica. En conseqüència, amb aquesta manera d'entendre la figura del cuiner avantguardista, cal entendre també les col·laboracions amb la indústria alimentària que ha sovintejat Ferran Adrià.
El 1996 El Bulli va aconseguir la màxima qualificació atorgada per la guia gastronòmica Michelin. El 1997 va gravar a París un programa per a la televisió francesa (TF1), dirigit per Joël Robuchon i emès el mes de març en horari de màxima audiència, qui es va referir a Adrià com el millor cuiner del món.

### elBulli Taller
El 1995, El Bulli, que ja llavors només obria 7 mesos l'any per poder innovar la resta, va inaugurar elBulli Catering i, comandat per Albert Adrià, prenia forma elBulli Taller. Es tractava d'un taller d'aplicació experimental (és a dir, un laboratori), una factoria de conceptes, un estudi de disseny d'attrezzo culinari amb l'ànima d'El Bulli; tant que, amb el pas del temps, el restaurant de cala Montjoi semblava acotat a ser el mer pretext per exhibir, sorprendre i mostrar urbi et orbi el que preparava un equip de 40 persones a l'esmentat taller.
La novetat és que hi ha un interès en la recerca per esbrinar el perquè dels processos químics que intervenen en la cuina (des de l'acció del foc a la deshidratació de les hortalisses, per exemple) i en com es poden aplicar sobre els ingredients, sense prejudicis ni, sovint, manual d'instruccions previ als mesos de provatures a elBulli Taller. L'objectiu final: capgirar i experimentar i que el comensal participi en aquest joc intel·lectual. En el corrent tecnoemocional no es busca estimular només la memòria gustativa; a més, es vol esperonar la imaginació i les sensacions del comensal. L'administració de tecnoemocions no té paràmetres prefixats: l'ordre del banquet, les fronteres entre dolç i salat, la convivència al mateix mos de textures, procedències i fins i tot sons, no té límits. Cada any s'originen noves propostes (més d'un centenar), algunes d'insatisfactòries, alguns apunts, altres vies d'investigació, altres rotunds èxits. Es tracta d'una filosofia creativa i experimental que la revista ‘Time' denominava el 2003 ‘nouvelle nouvelle cuisine', en un cèlebre reportatge i portada dedicats al cuiner de l'Hospitalet que van enlairar arreu la seva cuina i, de retruc, la catalana.
Vers la fi del segle xx, El Bulli i Ferran Adrià ja eren considerats el millor restaurant i cuiner del món tot i que encara no existia el premi que ho corroborés. El 1999 el setmanari d'actualitat francès Le Nouvel Observateur va dedicar dues pàgines senceres a Ferran Adrià. Sota el títol "Cita en un dels millors restaurants d'Europa: el geni de la cuina és català", en un reportatge laudatori ("El Bulli ofereix la cuina més inventiva i saborosa que pugui somiar-se") que va aixecar les consegüents ampolles.
Al seu taller, on també realitzà una acurada tasca de documentació per recollir el pas a pas de tots els seus descobriments i totes les seves receptes, Ferran Adrià va crear amb el seu equip i sense la pressió de servei diària del restaurant. Provaven centenars d'idees al llarg de la setmana (al matí es formulaven i a la tarda es cuinaven i s'avaluaven els resultats) i només les acceptaven quan realment valien.

### Documenta
La temptació de vincular aquest concepte efímer, treballat i suportat per l'aplicació de les novetats tecnològiques amb l'art és intensa i recorrent. Per exemple, Adrià va ser l'artista convidat el juny del 2007 a la mostra d'art contemporani Documenta. De l'assistència al certamen va néixer la idea del darrer llibre publicat sobre Adrià, Menjar per pensar. Pensar sobre el menjar (2009), una síntesi concebuda per Richard Hamilton, un dels pares del pop-art, i Vicente Todolí, llavors director de la Tate Modern de Londres, que analitza els punts de trobada entre l'art i la gastronomia bulliniana.

### Cuina molecular
En els mateixos paràmetres de transcendència de Ferran Adrià i la cuina d'avantguarda en general s'ha de situar l'ús dels avenços científics i de la dita ‘cuina molecular' (terme nascut el 1992 d'un seminari amb el mateix títol impartit per Nicholas Kurti, professor de física de baixes temperatures de la Universitat d'Oxford, i Hervé This, investigador i doctor en fisicoquímica dels materials per l'Escola Superior de Física i Química de París).
L'exemple més rellevant d'aquest interès per l'activitat científica dins la cuina és l'esmentat elBulli Taller, que va néixer oficialment el 1997 comandat per Albert Adrià. El germà petit de Ferran havia entrat a treballar al restaurant el 1985, va ser un dels pioners ‘cuiners de postres' i va estar al capdavant del taller fins a la recent retirada, anunciada per al febrer del 2009. L'altre exemple de cuina ‘científica' és Oriol Castro a l'Aquàrium del Moll d'Espanya i que el 2000 es va traslladar a un local al carrer Portaferrissa de Barcelona.

### Fundació Alícia
D'altra banda, els darrers anys ha estat en aquest àmbit cap on Ferran Adrià ha dirigit l'activitat: presideix la Fundació Alícia, en una experiència pluridisciplinària entre científics i cuiners que té la seu al monestir de Sant Benet del Bages. Adrià va ser nomenat doctor ‘honoris causa' el desembre del 2007 per la Facultat de Química de la UB, el 2008 la Universitat Harvard hi firma un acord de col·laboració i la d'Aberdeen li atorga l'honoris causa en Humanitats.

### Bullipedia

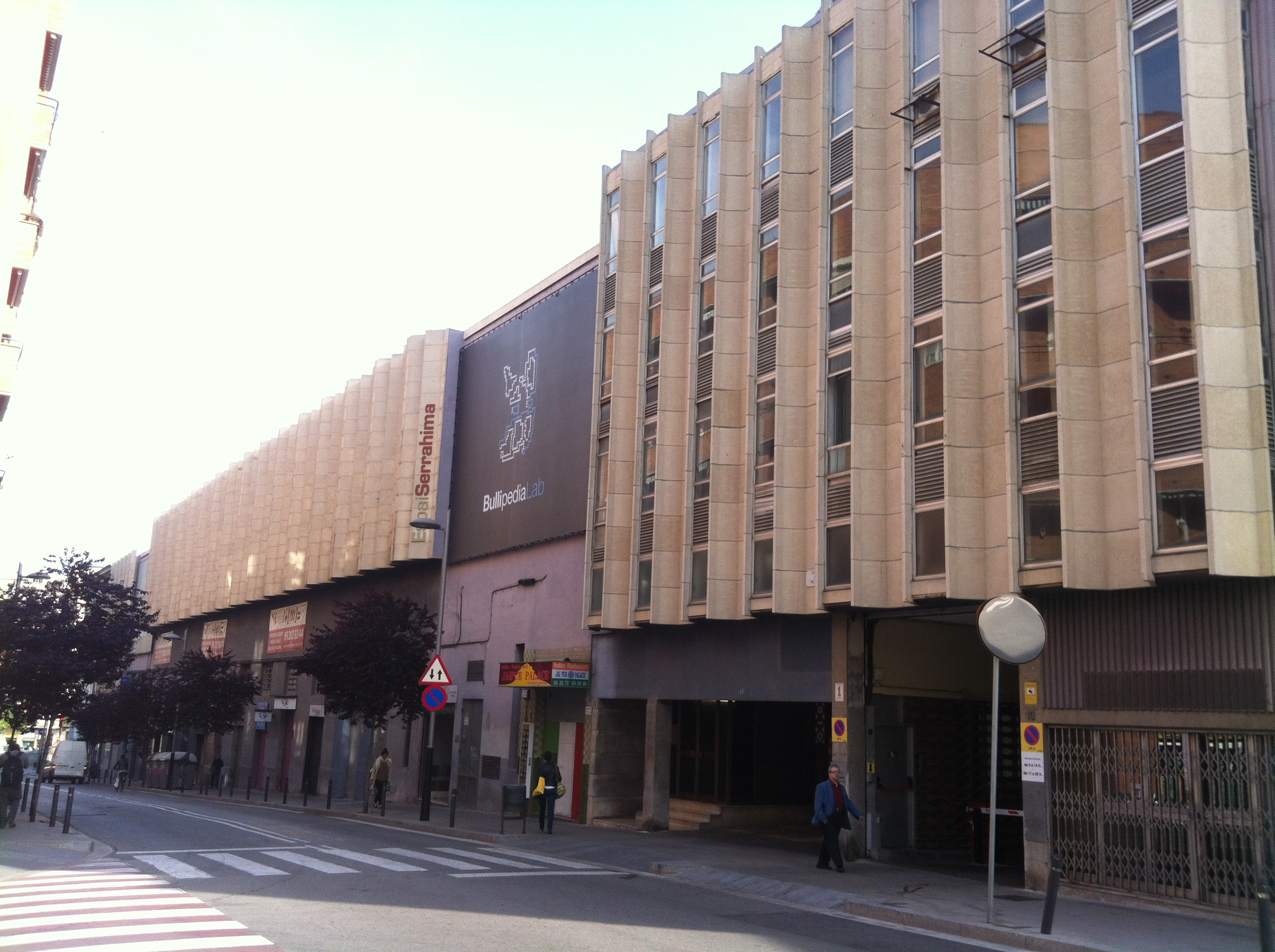
Bullipedia Lab

És un dels tres grans projectes que vol dur a terme la fundació ElBulliFoundation. Consisteix en una enciclopèdia de gastronomia a la web realitzada per 80 professionals que començaran a donar forma a la primera enciclopèdia de la cuina dels seus orígens fins avui. La seu de la Bullipèdia, el "bulluedifici", es troba a una antiga fàbrica tèxtil al carrer Mèxic de la ciutat de Barcelona. Es preveu que la nova enciclopèdia estigui disponible per a consulta pública el 2017. El bulliedifici, que va obrir les portes el 15 de maig, ocupa 1800 metres quadrats.

### El Bulli Foundation
El juliol del 2011 va presentar un projecte anomenat El Bulli Foundation per crear un espai d'oci i gastronomia a Cala Montjoi. Aquest fet comporta la modificació d'una desena de normatives i lleis. Després d'algunes polèmiques, sobretot amb l'oposició de grups ecologistes del territori, el gener del 2015 es va anunciar la suspensió temporal del projecte i la seva revisió.

### elBulli1846
El 15 de juny de 2023 va obrir el museu elBulli1846, al mateix edifici d'El Bulli, a la cala Montjoi, ampliat fins als 4.000 m², amb l'objectiu de divulgar el llegat de l'establiment que va revolucionar la gastronomia.

## Obres publicades
- El Bulli 1983-1993, amb Juli Soler i Albert Adrià.
- El Bulli: el sabor del Mediterrani, 1993, amb Juli Soler. Editorial Empúries. ISBN 84-7596-415-X
- Los secretos de El Bulli, 1997, ISBN 84-487-1000-2
- El Bulli 1994-1997, amb Juli Soler i Albert Adrià.
- Cocinar en 10 minutos con Ferran Adrià, 1998, ISBN 84-605-7628-0
- Celebrar el milenio con Arzak y Adrià (amb Juan Mari Arzak), 1999, ISBN 84-8307-246-7
- El Bulli 1998-2002, amb Juli Soler i Albert Adrià, Conran Octopus, 2003, ISBN 1-84091-346-0; Ecco, 2005, ISBN 0-06-081757-7
- El Bulli 2003-2004, amb Juli Soler i Albert Adrià, Ecco, 2006, ISBN 0-06-114668-4
- FOOD for thought THOUGHT for food (El Bulli i Ferran Adrià), 2009 Editorial ACTAR, ISBN 978-84-96954-68-7
- El menjar de la família, 2013, RBA / La Magrana ISBN 9788482646343